# Espedalen
Espedalen (alternativ stavning Äspedalen) är en stadsdel i sydvästra delen av Ronneby i en dalgång med samma namn, mellan sjön Härstorpssjön och Älgbacken. Stadsdelen byggdes ut till stor del under första hälften av 1960-talet och består av så väl av enbostadshus som flerbostadshus.